# 李延禧
李延禧（りえんき、1883年7月12日 - 1959年9月8日）は、台湾総督府評議員、新高銀行頭取、日台合資による大成火災海上株式会社（1950年創立の大成火災海上保険株式会社の前身会社）の創設と経営に尽力し、日本の台湾統治時代における台湾金融界の重鎮である。

## 経歴

### 生立ち
1883年7月12日、李延禧は李景盛の二男として台北大稻埕に生まれる。祖父李春生はキリスト教徒で英文に通じ、厦門より赴台し、福建安渓の茶種烏龍茶をアメリカに輸出し買弁として財を築き、「台湾烏龍茶の父」と謳われた、当時全島著名な紳商であり、父親李景盛（李春生長男）も同様に買弁として家業を継承する。李延禧の成長期家族は台湾が清朝の時期から日本の統治時期への時代の転換期にあり、祖父李春生は1895年の変革に際し、台北城の治安維持に貢獻したことで日本の信頼を受けた台湾人の代表であり、明治天皇より旭日章、叙勲六等を授与される。同時に長子李景盛も台湾総督より紳章を授与された。

### 米国留学
1896年李延禧の祖父・李春生は東遊日本の際に三人の孫と親友の子弟を帯同した。其の中の一人が李延禧であり、当時14歳の李延禧と他の子弟らは台湾からの第2陣の小留学生として明治学院に学ぶ。1905年李延禧は明治学院普通学部（中学部）を卒業、台湾初の留学生として渡米し、ニューヨーク大学に学び，1910年商科学士を取得し、同年コロンビア大学経済学研究所に学ぶ。1911年帰台し、同年李延禧は《臺灣日日新報》に掲載された〈外遊十四年〉一文の中で日本やアメリカでの体験を語っており、基隆港到着時には迎え出た執事に対し返す言葉が台湾語で出てこなかったほどだったとも言っている。

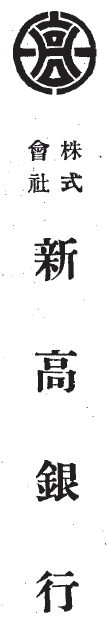
新高銀行のロゴタイプ

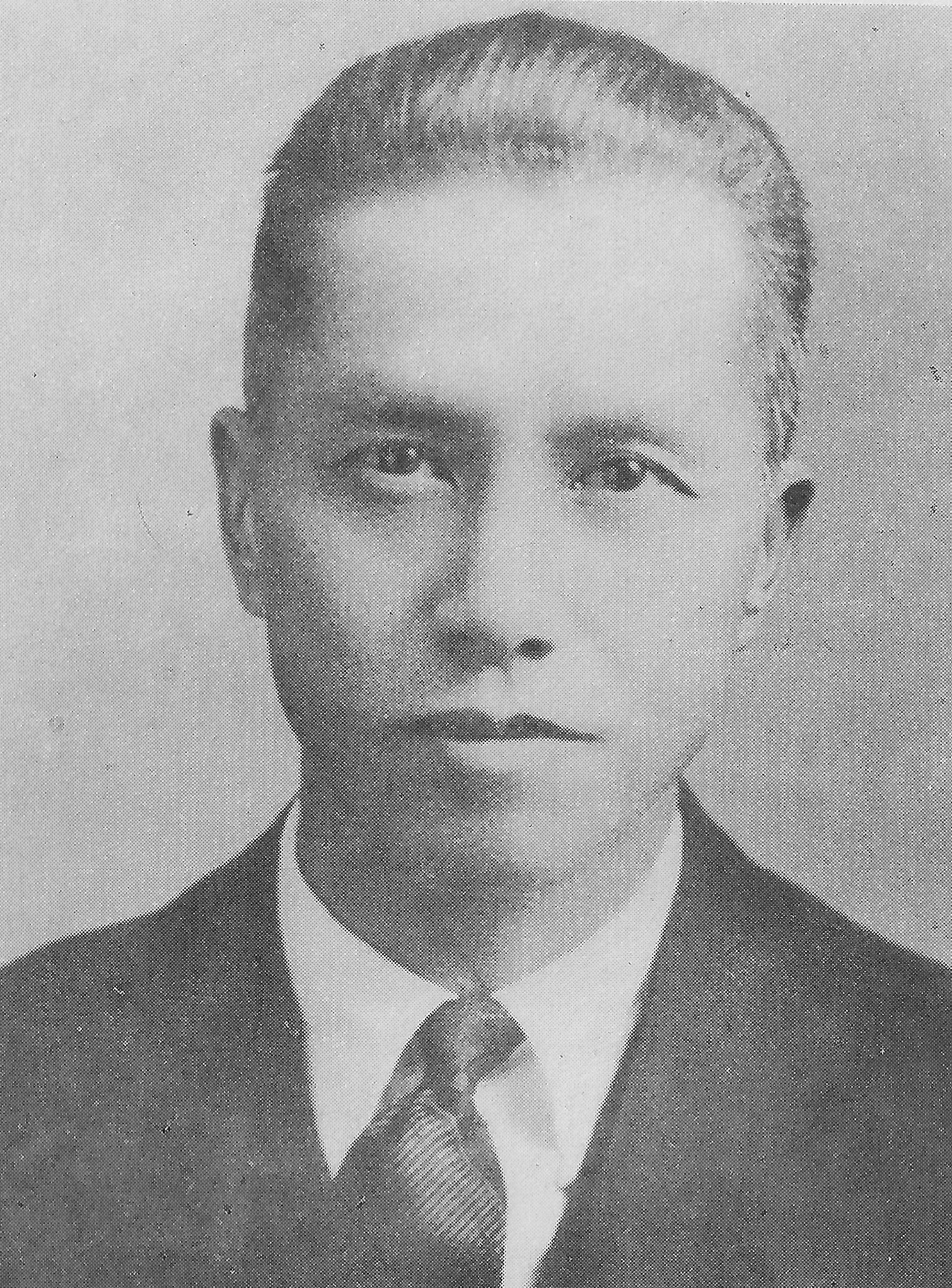
新高銀行時代の李延禧

### 新高銀行創設
帰台後、1915年李延禧は父李景盛を補助し、大稻埕商人を集結し茶葉融資を主たる目的とする的銀行を設立。新高銀行と命名し、李延禧は常務取締役となり、1922年李景盛逝去後、頭取に就任。新高銀行創設初期においては第一次世界大戦の好景気に乗り、業務は急速に膨脹し、資本金は最初の50万円から徐々に200万、800万円に増資し、経営範囲は更に華南及び南洋一帯に拡大したが、戦争の終結にともない景気は反転し、新高銀行は負債過多に陥り，1923年台湾商工銀行（現今の第一商業銀行）に併合され、李延禧は副頭取となる。以後、台湾商工銀行の減資にともない李延禧の持株は減少し、僅か一年で副頭取の職務を辞することとなる。

### 旧大成火災海上保険株式会社創設
1919年、李延禧は日台融和親善を理想とする親友益子逞輔の保険会社設立の構想を支持し、資金調達に尽力し、翌年李延禧主導のもと大成火災海上保險会社が創立される。資本金は500万円。当時台湾全島各地で著名な紳商、台湾五大家族がこれに参加する。李延禧は会社成立後父李景盛を社長に据え、兄李延齡が取締役に就き、1923年兄に代り取締役となる。その後、大正12年から昭和19年の21年間同社の監察役、常任監察役など役職を歴任し、終戦と同時に李延禧は大成火災海上での歴史に終止符を打つ。李は他に建昌興業株式会社取締役、台湾土地建物株式会社の監察役などを務める。1921年から1924年日本東京に遷居するまで台湾総督府評議員の公職にあった。

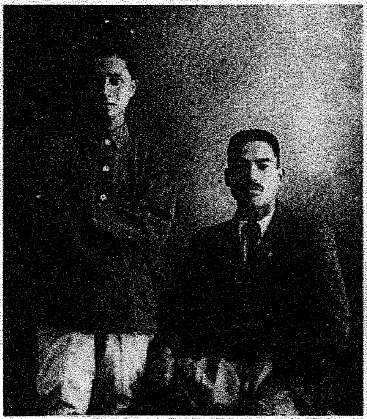
旧大成創立当時の李延禧（左）と益子逞輔（右）

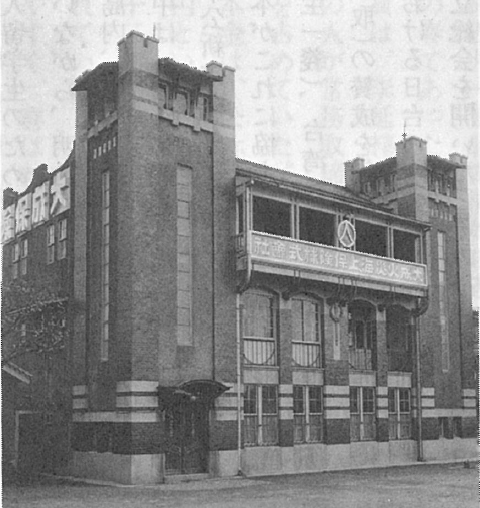
旧大成火災海上保険株式会社第二代台北本社(昭和時代の台湾)

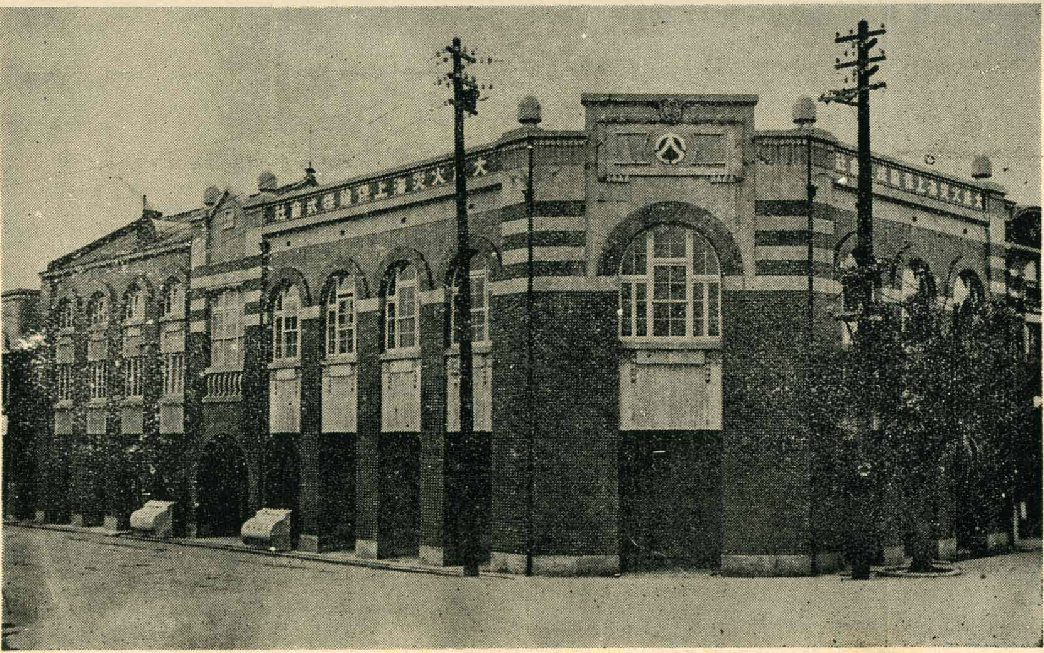
旧大成火災海上保険株式会社第三代台北本社(昭和時代の台湾)

### 東京に遷居
1924年、祖父・李春生逝去。李延禧は台湾商工銀行副頭取の職務を辞し東京に居を移す。その前年、李延禧は三好百合子（大審院院長、貴族院議員の三好退蔵孫女）と結婚、東京渋谷代官山に居を構えた。日本転居後、李延禧の財力は昔とは比べものにならなかったが、在日台湾留学生に関心を寄せ、著名な留学生朱昭陽、魏火曜、藍敏らはその訪問記録の中で李延禧が定期的に台湾留学生を屋敷に招いていたことや、李延禧の身なりたたずまいが英国紳士を彷彿させると記しており、台湾青年らの大先輩として深く尊敬された。

### 台湾工商銀行時代
1945年、第二次世界大戦下、アメリカ軍の日本空襲にともない李延禧は日本で終戦を迎える。新しい政治状況下において、従来の台湾商工銀行は1947年台湾工商銀行と改組され（1949年更に台湾第一商業銀行と改名）、李延禧は戦後初代常任監察役となり、1946年帰台するが二・二八事件の勃発後、李延禧は台湾の政局に対し徐々に失望し、1947年末再び東京に戻る。1950年李延禧は蔣介石の中国国民党当局の迫害を受け反乱罪と宣告され、台湾における大部分の財産は没収され、以後社会的、経済的打撃により動脈硬化を患い長期病床に伏すことになる。1956年、李延禧の長男李泰然は父親を天津新華醫院に入院させる。1959年9月8日病死、享年76歳。